# قلب رازگو (فیلم ۱۹۶۰)
قلب رازگو (انگلیسی: The Tell-Tale Heart) فیلمی در ژانر ترسناک است که در سال ۱۹۶۰ منتشر شد.